# Distichophyllum semimarginatum
Distichophyllum semimarginatum är en bladmossart som beskrevs av Thériot 1910. Distichophyllum semimarginatum ingår i släktet Distichophyllum och familjen Hookeriaceae. Inga underarter finns listade i Catalogue of Life.